# Peel Slowly and See
Peel Slowly and See è un cofanetto di cinque CD contenente materiale d'archivio del gruppo rock The Velvet Underground. È stato pubblicato nel settembre 1995 dalla Polydor.

## Cofanetto
Il box set antologico include tutti i quattro dischi in studio dei Velvet Underground con in formazione Lou Reed. Squeeze, nominalmente il quinto album della band, che però venne registrato dal solo Doug Yule, non è incluso nella raccolta. L'album The Velvet Underground, il terzo disco del gruppo, è qui presentato nel cosiddetto "closet mix", di fatto, il missaggio effettuato da Lou Reed che esalta le sue parti vocali e ottunde il suono degli altri strumenti come se fossero, appunto, chiusi in un armadio (closet). Il quarto album del gruppo, Loaded, è presente con le versioni integrali più lunghe di Sweet Jane e New Age.
Inoltre sono incluse anche molte rarità come provini ed esibizioni dal vivo, molte delle quali già apparse su bootleg e altre assolutamente inedite.
Il giornalista della rivista Rolling Stone, David Fricke ha scritto delle esaustive note esplicative nel libretto incluso nel cofanetto.
La grafica di copertina del cofanetto riprende quella del primo album della band, la celebre banana "sbucciabile" di Velvet Underground & Nico ideata da Andy Warhol.

## Tracce
Tutti i brani scritti da Lou Reed eccetto dove indicato.
Tutti i brani eseguiti dai Velvet Underground eccetto † dai Velvet Underground & Nico; o ‡ solo da Nico.
Disc 1
1. Venus in Furs (demo) – 15:33
2. Prominent Men (demo) (Reed, Cale) – 4:53
3. Heroin (demo) – 13:34
4. I'm Waiting for the Man (demo) – 9:50
5. Wrap Your Troubles in Dreams (demo) – 15:50
6. All Tomorrow's Parties (demo) – 18:26

(1–6) inedite.
Disc 2
1. All Tomorrow's Parties (single version) – 2:49†
2. Sunday Morning (Reed, Cale) – 2:54†
3. I'm Waiting for the Man – 4:38
4. Femme Fatale – 2:37†
5. Venus in Furs – 5:10
6. Run Run Run – 4:19
7. All Tomorrow's Parties – 5:58†
8. Heroin – 7:10
9. There She Goes Again – 2:39
10. I'll Be Your Mirror – 2:12†
11. The Black Angel's Death Song (Reed, Cale) – 3:12
12. European Son (Reed, Cale, Morrison, Tucker) – 7:47
13. Melody Laughter (live edit) (Reed, Cale, Morrison, Tucker, Päffgen) – 10:43†
14. It Was a Pleasure Then (Reed, Cale, Päffgen) – 8:02‡
15. Chelsea Girls (Reed, Morrison) – 7:24‡

(1) dal singolo All Tomorrow's Parties; (2–12) da The Velvet Underground & Nico; (13) inedita; (14–15) da Chelsea Girl.
Disc 3
1. There Is No Reason (demo) (Reed, Cale) – 2:12
2. Sheltered Life (demo) – 2:52
3. It's All Right (the Way That You Live) (demo) (Reed, Cale) – 2:48
4. I'm Not Too Sorry (Now That You're Gone) (demo) (Reed, Cale) – 2:17
5. Here She Comes Now (demo) (Reed, Cale, Morrison) – 2:46
6. Guess I'm Falling in Love (live) (Reed, Cale, Morrison, Tucker) – 4:10
7. Booker T. (live) (Reed, Cale, Morrison, Tucker) – 6:30
8. White Light/White Heat – 2:45
9. The Gift (Reed, Morrison, Cale, Tucker) – 8:17
10. Lady Godiva's Operation – 4:54
11. Here She Comes Now (Reed, Cale, Morrison) – 2:02
12. I Heard Her Call My Name – 4:46
13. Sister Ray (Reed, Cale, Morrison, Tucker) – 17:27
14. Stephanie Says – 2:49
15. Temptation Inside Your Heart – 2:30
16. Hey Mr. Rain (version one) (Reed, Cale, Morrison, Tucker) – 4:40

(1–7) inedite; (8–13) da White Light/White Heat; (14–15) da VU; (16) da Another View.
Disc 4
1. What Goes On (live) – 5:34
2. Candy Says (closet mix) – 4:04
3. What Goes On (closet mix) – 4:35
4. Some Kinda Love (closet mix) – 3:39
5. Pale Blue Eyes (closet mix) – 5:42
6. Jesus (closet mix) – 3:24
7. Beginning to See the Light (closet mix) – 4:47
8. I'm Set Free (closet mix) – 4:04
9. That's the Story of My Life (closet mix) – 2:02
10. The Murder Mystery (closet mix) – 8:55
11. After Hours (closet mix) – 2:09
12. Foggy Notion (Reed, Morrison, Yule, Tucker, Weiss) – 6:47
13. I Can't Stand It – 3:22
14. I'm Sticking with You – 2:28
15. One of These Days – 4:00
16. Lisa Says – 2:57
17. It's Just Too Much (live) – 2:59
18. Countess from Hong Kong (demo) (Reed, Cale) – 3:17

(1, 17–18) inedite; (2–11) da The Velvet Underground (alternate closet-mix); (12–16) da VU.
Disc 5
1. Who Loves the Sun – 2:45
2. Sweet Jane (full-length version) – 4:06
3. Rock & Roll – 4:43
4. Cool It Down – 3:04
5. New Age (long version) – 5:07
6. Head Held High – 2:56
7. Lonesome Cowboy Bill – 2:43
8. I Found a Reason – 4:15
9. Train Round the Bend – 3:21
10. Oh! Sweet Nuthin' – 7:25
11. Satellite of Love – 2:58
12. Walk and Talk It – 2:23
13. Oh Gin – 2:44
14. Sad Song – 3:30
15. Ocean – 5:43
16. Ride into the Sun (Reed, Cale, Morrison, Tucker) – 3:20
17. Some Kinda Love (live) – 10:22
18. I'll Be Your Mirror (live) – 2:06
19. I Love You – 2:03

(1–10) da Loaded; (11–17, 19) inedite; (18) da Live at Max's Kansas City.

## Formazione
The Velvet Underground
- John Cale– basso, viola, tastiere (dischi 1–3); voce in The Gift e Lady Godiva's Operation; organo e viola sul disco 5, traccia 15
- Sterling Morrison – chitarra, basso, cori, voce in The Murder Mystery
- Lou Reed – voce, chitarra, pianoforte, armonica
- Maureen Tucker – batteria (dischi 2–5), voce in After Hours e I'm Sticking with You
- Doug Yule – basso, tastiere, chitarra, batteria (dischi 4–5); voce in Candy Says, Who Loves the Sun, New Age, Lonesome Cowboy Bill, Oh! Sweet Nuthin', Ride into the Sun e I'll Be Your Mirror (live).

Musicisti aggiuntivi
- Nico – voce in "All Tomorrow's Parties" (sia versione singolo che LP), Femme Fatale, I'll Be Your Mirror, Melody Laughter, It Was a Pleasure Then" e Chelsea Girls; cori in Sunday Morning
- Adrian Barber – batteria in Who Loves the Sun e I Found a Reason
- Tommy Castanaro – batteria in Cool It Down e Head Held High
- Billy Yule – batteria in Lonesome Cowboy Bill, Oh! Sweet Nuthin', Ocean, Some Kinda Love (live) e I'll Be Your Mirror (live).

Staff Tecnico
- The Velvet Underground – produzione (disc 1; disc 3: 1–7, 14–16, disc 4, disc 5: 17–18)
- Andy Warhol – produzione discografica (disc 2: 1–12)
- The Velvet Underground & Nico – produzione (disc 2: 13)
- Tom Wilson – produzione (disc 2: 14–15, disc 3: 8–13)
- Geoff Haslam, Shel Kagan e The Velvet Underground – produzione (disc 5: 1–10, 15–16)
- Adrian Barber – produzione (disc 5: 11–14, 19)
- Brigid Polk – tecnico audio (disc 5: 17–18)